# Joaquina de Pompéu
Dona Joaquina Bernarda da Silva de Abreu Castelo Branco Souto Mayor de Oliveira Campos, (Mariana, 20 de agosto de 1752 - Pompéu, 1824), foi uma fazendeira, empresária do ramo agropecuário  e senhora de escravos de Minas Gerais, Brasil.  
Dentro da sociedade colonial exercer o papel de Chefe de família tendo o controle total dos negócios. Caso raro para época, por isso foi considerada uma mulher a frente do seu tempo. 
Joaquina tornou-se uma figura lendária em Minas Gerais, pois fatos reais de sua vida misturam-se a contos populares e suscitam uma imagem controversa. Mas ela foi uma das mulheres mais influentes e poderosas do século XVIII e XIX. Principalmente, porque esteve entre as poucas personalidades femininas a participarem do processo de Independência do Brasil, escrevendo o seu nome no panteão dos heróis nacionais.
Assim como Dona Beja e Chica da Silva, sua fama ultrapassou as gerações ficando preservada na memória oral, na literatura e na historiografia. Com isso ganhou vários títulos como Baronesa do gado, Matriarca do Oeste Mineiro, Sinhá Braba, Dama do Sertão e Paladina da Independência do Brasil.

## Origem da família Abreu Castelo Branco
Dona Joaquina era filha do Padre Jorge de Abreu Castelo Branco, Advogado, formado na Universidade de Coimbra e de Dona Jacinta Teresa da Silva, nascida na Ilha do Faial.
Estudos publicados por Deusdedit Campos demonstraram que a família Abreu Castelo Branco é uma antiga família portuguesa. O pai de Dona Joaquina era filho de José Rabello Castelo Branco e de Isabel Maria Guedes. Por parte de mãe, era neto de Dona Damiana Josefina Margarida de São José casada com Don Pacheco Ribeiro, filho de Ana Angelica e Bernado de Viana do Castelo.

## Casamento
Precocemente demonstrou ter uma personalidade independente. Aos 11 anos era prometida do comerciante Manuel de Souza e Oliveira, mas se recusou a brindar com o noivo. Aproximou-se do capitão-mor Inácio de Oliveira Campos e declarou ser esse o seu escolhido. Esse ato quase causou um duelo entre Inácio e o noivo rejeitado, mas ele não levou adiante essa ideia.     
Inácio também era oriundo de uma antiga família Portuguesa de linhagem Judia Sefardita, além de pertencer a um clã de bandeirantes paulistas. Era filho de Inácio de Oliveira e Ana Campos Monteiro. Seu avô, Antônio Rodrigues Velho, foi um importante desbravador e fundador de Pitangui, onde exerceu a função de juiz ordinário.    
Os dois se casam em 20 de Agosto de 1764. Provavelmente, a celebração do casamento foi realizada pelo pai da noiva, já que Jorge, pai de Joaquina, havia se tornado sacerdote quando enviuvou-se.    
Do casamento tiveram os seguintes filhos: 
- Anna Jacinta de Oliveira Campos;
- Felix de Oliveira Campos;
- Maria Joaquina de Oliveira Campos;
- Jorge de Oliveira Campos;
- Joaquina de Oliveira Campos;
- Isabel Jacinta de Oliveira Campos;
- Inácio de Oliveira Campos;
- Anna Joaquina de Oliveira Campos;
- Antônia Jacinta de Oliveira Campos;
- Joaquim Antônio de Oliveira Campos;
- Jose Teixeira Campos.

Inicialmente, o casal residiu em Pitangui, depois construiu um sobrado na terra adquirida por eles em Pompéu. Nesse D. Joaquina se tornou uma fazendeira próspera e rica, com grande prestigio social, mostrando-se superior ao marido na administração da fazenda, já que Inácio, acostumado à vida nômade, não tinha como se dedicar integralmente. Ele era capitão das ordenanças, por isso era a sua responsabilidade manter a ordem nas vilas e capturar fugitivos da lei, o que exigia muitas viagens.

## Pioneirismo
Numa sociedade patriarcal era difícil para uma mulher ascender profissionalmente. Elas eram consideradas incapazes de assumirem o controle comercial e político, pois na aristocracia brasileira, estas eram atribuições dos senhores da época.
O trecho publicado pelo livro Nosso Século reforça esta ideia. A família patriarcal era o mundo do homem por excelência. Crianças  e mulheres não passavam de seres insignificantes e amedrontados, cuja maior aspiração eram as boas graças do patriarca. A situação de mando masculino era de tal natureza que os varões não reconheciam sequer a autoridade religiosa dos padres. Assistiam à missa, sem a menor manifestação daquela humildade cristã do crente (própria, aliás, das mulheres), assumindo ares  de proprietário da capela, protetor da religião, bom contribuinte da igreja.
No entanto, Joaquina se igualou à figura masculina implantando o seu matriarcado. Tornou-se uma mulher de negócio.  Aumentou consideravelmente o patrimônio da família e ganhou prestigio junto as importantes figuras políticas da época.  Era sempre lembrada pelas autoridades regionais que a pediam auxílios em momentos difíceis. Joaquina estava sempre pronta a atender os apelos. Ajudou cientistas estrangeiros que esteve no Brasil a serviço do rei, socorreu os famintos e hospedou viajantes em seu sobrado. Em Pitangui cuidava dos presos da Cadeia Pública e era zeladora da Capela da Penha. 
Para seus cativos, mandou construir um cemitério cristão para sepulta-los com dignidade, fato raro entre os Senhores da época que os viam como animais sem alma. Entretanto, em suas terras, os cativos recebiam o batismo e quando faleciam tinha direito a missas e a uma sepultura. 
Segundo Agripa Vasconcelos, Pompéu foi um importante núcleo da civilização agrária das Gerais de onde partiam tropas carregando gêneros alimentícios para diversas localidades de Minas. Principalmente em Vila Rica d'Ouro Preto, onde mandava boiada para vender carne barata durante a fome que atingiu a capital da Capitania de Minas Gerais em 1786.
Conforme mostrado por Campos. A gestão de tão imenso território exigia valentia. Joaquina precisava desloca-se constantemente para tratar de seus negócios, porém as estradas eram assombradas por assaltantes que matavam qualquer viajante desprevenido. Em 1799 foi lhe concedido o direito de portar pistolas e outras armas para a sua defesa.

## A Fé e as Ações Benevolentes
Deusdedit (p. 219) documenta a profunda ligação de Dona Joaquina do Pompéu com a fé cristã, evidenciada por suas ações benevolentes ao longo de sua vida. Filha do padre Jorge de Abreu Castello Branco, é provável que ela tenha vivido sob a orientação espiritual de seu pai, refletindo sua devoção nas obras e contribuições para a Igreja.
Em 1806, um registro atesta a generosidade de Dona Joaquina ao doar cem bois provenientes de suas fazendas na Ribeira do Rio Preto como esmola para a Capela de Senhora Sant’Ana da Catinga. Este gesto não apenas expressava sua fé, mas também estava acompanhado de uma estipulação clara sobre o valor total da oferta. Além disso, ela destinou cem mil réis para a celebração de missas em sufrágio da alma de sua cunhada, Dona Margarida, que havia sido religiosa em um convento de Lisboa, demonstrando sua preocupação com as almas dos falecidos.
Além disso, Dona Joaquina exerceu um papel como zeladora da Capela de Nossa Senhora da Penha, em Pitangui, onde também se casou com Inácio.
Sua fazenda possuía duas capelas, o que revela sua devotada vida religiosa. A primeira, situada em sua residência, abrigava o padre Galvão, a quem Dona Joaquina ajudou, custeando seus estudos para que ele se ordenasse sacerdote. A segunda capela estava localizada onde hoje se encontra o Cemitério do Pompéu Velho. 
Nos primeiros domingos de cada mês, o vigário de Pitangui, padre Doutor Belchior Pinheiro de Oliveira, amigo de Dona Joaquina, visitava sua fazenda para celebrar a missa, consolidando a forte ligação religiosa da proprietária. 
Na celebração fúnebre do Capitão Ignácio de Oliveira Campos, em 1804, além das honras militares, doze padres participaram, celebrando missas de corpo presente.
 Estes registros demonstram que a fé de Dona Joaquina não se limitava a uma devoção pessoal, mas se traduzia em um compromisso ativo com a Igreja e seus apadrinhados, possivelmente influenciado pelos ensinamentos de seu pai, o padre Jorge de Abreu Castello Branco.

## Influência na Corte
Um fato que marcou a vida de Dona Joaquina foi a mudança da família real Portuguesa para o Brasil. Toda a corte fugia das tropas de Napoleão que invadiu Portugal, por isso os nobres tiveram que atravessar o oceano às pressas. Na ocasião do desembarque, o Rio de Janeiro encontrava-se despreparado para acomodar a numerosa corte. Em 20 dias esgotariam todas as reservas alimentícias resultando numa crise de fome. Segundo Vasconcelos, para resolver o problema, o Vice-Rei do Brasil pediu auxílio ao governador de Minas Gerais. Por sua vez o governador conhecia o caráter desconfiado do povo mineiro e sabia que dificilmente alguém mandaria mercadoria a credito. Recordou ele que Joaquina havia acudido Vila Rica na crise de fome. Então, decidiu mais uma vez recorrer ao seu socorro. A fazendeira atendeu ao pedido. Mandou suprimento e dinheiro. Isso a fez conquistar a simpatia de Vossa Alteza Dom João de Bragança. Qualquer pedido que fizesse o príncipe regente era atendido imediatamente.
De acordo com Agripa Vasconcelos, tamanha era a sua influência, que obteve do rei Carta Branca. Isto dava a ela total liberdade de ação, sendo imune à censura, processo e penas.
Dona Joaquina manteve uma amizade duradoura e fiel com a Casa Real Brasileira. Até mesmo em uma grande crise, que culminou com a Independência do país, ela esteve pronta a auxiliar a monarquia, oferecendo abrigo para os soldados e doações para patrocinar a campanha.

## Herança
Segundo Vasconcelos, quando morreu deixou em seu testamento "11 fazendas, 40 mil cabeças de gado, centenas de escravos, baixelas de prata, bandejas, barras de ouro e outros tesouros". Além de uma imensa área territorial de 48 400 km2 que hoje abrange as cidades de Abaeté, Dores do Indaiá, Bom Despacho, Pitangui, Pompéu, Pequi, Papagaios, Maravilhas,Martinho Campos, Riachinho  e Urucuia. As áreas somadas eram maiores do que a Holanda, Dinamarca Bélgica, Suíça, Israel e El Salvador. Sua fortuna hoje seria de aproximadamente 2 bilhões de reais.

## Descendentes de Dona Joaquina
Pela importância, influência e contribuição ao país. A família de Dona Joaquina pode ser comparada a família de Médici da Italia. Vários políticos importantes, juristas e outras autoridades de Minas Gerais e de todo o Brasil são seus descendentes (CAMPOS 2003):
- Martinho Álvares da Silva Campos: Deputado, presidente da província do Rio de Janeiro, presidente do conselho de ministros e ministro da fazenda;
- Paula Fernandes: cantora e compositora de música sertaneja;
- Marcelo Rossi: padre da igreja católica, cantor e compositor de músicas gospel.
- Dr. Joaquim José Álvares dos Santos Silva, o Barão de São Geraldo: Médico e aristocrata produtor de café;
- Antônio Zacarias Álvares da Silva, o Barão de Indáia: Lider politico e Coronel da Guarda Nacional;
- Comendador Miguel Joaquim de Sousa Machado: Cônsul geral do Brasil no Paraguai, Foi honrado com o grau de comendador da imperial ordem da Rosa, por sua atuação durante a Guerra do Paraguai;
- Benedito Valadares: Governador de Minas Gerais;
- Afonso Arinos de Mello Franco: Ministro, embaixador e político;
- Gastão da Cunha: Embaixador;
- José de Magalhães Pinto: Governador de Minas Gerais;
- Francisco Campos: Ministro e Jurista;
- Ovídio de Abreu: Deputado federal, presidente do departamento do Café e do Banco do Brasil;
- Roberto Campos: Ministro, embaixador e senador;
- Dom Geraldo de Proença Sigaud: Arcebispo de Diamantina;
- Carlos Eloy Carvalho Guimarães: Deputado, secretario de estado e presidente da Cemig;
- Alfredo Campos: Advogado e senador da república;
- Manoel Lopes Cançado, o Manoel Neto, líder político mineiro, prefeito de João Pinheiro-MG por três mandatos e grande orador;
- Paulo Campos Guimarães: Deputado e secretário de estado;
- José Afonso da Silva: Grande Jurista Constitucional;
- Ariosvaldo de Campos Pires: Advogado criminalista
- Valerio de Oliveira Mazzuoli: Grande jurista do Direito Internacional;
- Deusdedit Ribeiro de Campos: Renomado Médico Patologista;
- Javert Vivian Silva - Advogado, procurador do Estado de Minas Gerais, empresário, líder empresarial, Governador do Rotary Internacional e famoso Orador.
- Aurea Cordeiro de Menezes (Irmã Gorétti) Religiosa Franciscana. Pós Graduada em Educação e História, com especialização em Teologia na Catholic University of América de Washington Dc. Membro de varias academias de letras e arte, dentre outras qualidades.

Ricardo Augusto de Gontijo Vivian- Advogado, empresario e líder no movimento associativista. Fundador do Escritório de Advocacia que leva seu nome e de outras empresas em Minas Gerais.

## Homenagem à matriarca
Inaugurado no dia 20 de agosto de 2011 na cidade de Pompéu, o Centro Cultural Dona Joaquina do Pompéu resgata a história de uma das mulheres mais empreendedoras do Brasil no século XIX, matriarca de toda a uma região de Minas Gerais.
O complexo arquitetônico é composto por quatro espaços: Casarão, Anexo Administrativo, Anfiteatro e Espaço Cultural. O Casarão, espaço de maior destaque, é uma réplica do Solar do Laranjo, obra construída em 1871, por Antônio Cândido de Campos Cordeiro, bisneto de Dona Joaquina às margens do Rio Paraopeba (área atualmente inundada pelo lago da hidrelétrica Retiro de Baixo).
Com dois pavimentos, abriga o Museu da Cidade de Pompéu. O Museu conta ainda, com rico acervo fotográfico e coloca a disposição dos visitantes livros que documentam toda a genealogia do casal do Pompéu, mostrando os mais de 80 mil descendentes. Dois quadros da famosa artista plástica mineira Iara Tupinambá compõem  a galeria do Museu. O pavimento térreo é destinado a exposições itinerantes e do artesanato de Pompéu, conhecido em toda a  região por sua diversidade e qualidade. O Centro Cultural Dona Joaquina do Pompéu, uma das melhores opções de Turismo Histórico e Cultural da cidade de Pompéu, tem total acessibilidade (elevadores para idosos e deficientes), guia interno e acesso gratuito, e está aberto para visitação pública.